# Condition Critical
Albums de Quiet Riot
Metal Health
(1983) QRIII
(1986)
Condition Critical est le quatrième album studio du groupe de hard rock nord-américain Quiet Riot sorti le 27 juillet 1984. Cet album a atteint la quinzième place du Billboard 200 le 18 août 1984 et a été certifié disque de platine par la RIAA le 17 septembre 1984. Condition Critical présente de très nombreuses similitudes avec son prédécesseur Metal Health, le groupe ayant même repris pour la deuxième fois consécutive une chanson de Slade intitulée Mama Weer All Crazee Now.

## Liste des chansons
Toutes les pistes par Kevin DuBrow, sauf indication.
1. "Sign of the Times" - 5:03 - (DuBrow, Cavazo)
2. "Mama Weer All Crazee Now" - 3:38 - (Holder, Lea)
3. "Party All Night" - 3:32 -
4. "Stomp Your Hands, Clap Your Feet" - 4:38 -
5. "Winners Take All" - 5:32 -
6. "Condition Critical" - 5:02 - (DuBrow, Cavazo, Banali)
7. "Scream and Shout" - 4:01 - (DuBrow, Cavazo, Sarzo)
8. "Red Alert" - 4:28 -
9. "Bad Boy" - 4:21 -
10. "(We Were) Born to Rock" - 3:34 -

## Formation
- Kevin DuBrow - chant
- Carlos Cavazo - guitares
- Rudy Sarzo - basse
- Frankie Banali - batterie

## Personnel additionnel
- Chuck Wright, Randy Bishop - chœurs

## Singles
- Mama Weer All Crazee Now, classé n°51 du Billboard Hot 100 le 25 août 1984